# Cristiano Lacorte
Cristiano Sallinas Lacortte, conhecido como Cristiano Lacorte (1932?-Rio de Janeiro, 16 de junho de 1960) foi um animador social e político brasileiro. Figura de liderança da célebre Turma da Miguel Lemos (formada na rua de mesmo nome em Copacabana), ganhou notoriedade ao acompanhar a seleção brasileira na Copa do Mundo de 1958; naquele ano, elegeu-se vereador do então Distrito Federal. Morreu dois anos depois por sequelas de acidente rodoviário.

## Trajetória
Filho do cientista Guilherme Lacorte e morador de Copacabana desde a infância, Cristiano Lacorte contraiu poliomielite, o que levou seu pai a dedicar-se ao estudo da doença. Desde os 13 anos Lacorte locomovia-se em cadeira de rodas. Ele tornou-se líder dos jovens de sua vizinhança, formando a Turma da Miguel Lemos, "uma 'república' que viria a ser reconhecida por todos como padrão de distinção nesta época em que pouco se espera dos jovens". Frequentador assíduo dos eventos sociais da turma, em 1958 Lacorte foi à Suécia, levado por Paulo Machado de Carvalho, como representante da torcida brasileira na Copa do Mundo.

## Na Câmara Municipal
Em 1958 Lacorte concorreu a vereador do Rio de Janeiro pelo Partido Libertador, tendo sido um dos raros candidatos referendados pela Turma da Miguel Lemos em sua história. Eleito vereador, Lacorte foi membro da Comissão de Finanças, mas renunciou ao cargo à época da votação do orçamento do recém-criado Estado da Guanabara. No início do período legislativo de 1960 ele foi eleito primeiro-secretário suplente da casa. Em seu mandato, Lacorte apresentou dois projetos de lei destinados ao combate à poliomielite; um, que abria crédito para instalação de laboratório produtor de vacina Salk, foi aprovado.

## Morte
Lacorte sofreu acidente de automóvel na Estrada de Barra Mansa, tendo sido atendido no Rio de Janeiro, sucessivamente, pelo Hospital dos Servidores do Estado e pelo Hospital do Ipase. Três semanas depois, veio a falecer por hemorragia causada por ruptura do fígado. À época, Lacorte era noivo de Regina Sales.
Uma travessa em Copacabana, transversal da Rua Miguel Lemos, foi nomeada em sua homenagem.